# Frillensee
De Frillensee is een meer in de gemeente Inzell in Duitsland met een oppervlakte van 4,3 hectare en een maximale diepte van 7,5 meter. De Frillensee is alleen lopend te bereiken. De dichtstbijzijnde parkeerplaats is bij Forsthaus Adlgass, op 1500 ten noordwesten van het meer. Vanaf hier is er een uitgezette (educatieve) wandelroute naar het meer.
De Frillensee stond aan de bakermat van de vernieuwing van de schaatssport en heeft hiermee zowel op sportief als toerischtisch gebied bijgedragen aan de ontwikkeling van de gemeente Inzell.

## Geschiedenis
In het verleden was de Frillensee een plaats van schaatsactiviteiten als schaatsen en ijshockey. De lokale ijshockey- en schaatsvereniging van Inzell, DEC (Deutsche Eisschnellauf-Club) Frillensee Inzell, draagt nog steeds de naam van het meer.
In 1959 werd de beslissing genomen om van de Frillensee een trainings- en wedstrijdcentrum te maken voor de schaatssport en kort daarna vonden de eerste trainingen en wedstrijden van Duitse en Oostenrijkse topschaatsers plaats. Op 23 en 24 januari 1960 vonden de Beierse en Duitse kampioenschappen op de Frillensee plaats, waarbij meer dan 1000 toeschouwers langs het meer hadden plaatsgenomen. Deze kampioenschappen golden tevens als kwalificatiewedstrijden voor de Olympische Winterspelen in Squaw Valley.
Na dit seizoen komen ook schaatsers uit Nederland, Oostenrijk, Zwitserland, en Finland naar de Frillensee en worden er ook internationale wedstrijden gereden. Ook curling doet zijn intrede en op 26 november 1960 wordt het wereldrecord bereikt.
Grootste vijand van de schaatssport op de Frillensee blijkt de natuur te zijn. Het wordt steeds moeilijker om de baan sneeuwvrij te houden. Tijdens het Duitse kampioenschap schaatsen op 27 en 28 januari 1962 valt er in de nacht van zaterdag op zondag 93 centimeter verse sneeuw en dreigt de ijsvloer onder het gewicht van de sneeuw te bezwijken. Met veel moeite en een grote schare vrijwilligers lukt het om de weg naar de Frillensee en de baan zelf weer sneeuwvrij te maken, zodat het kampioenschap op zondagmiddag hervat kan worden.
Door het succes van de schaatsactiviteiten op de Frillensee heeft ertoe geleid dat in het najaar van 1963 een ijsbaan geopend werd dichter bij Inzell. Deze ijsbaan is in 1965 vervangen door een kunstijsbaan met de naam Ludwig Schwabl Stadion. Sinds de opening van de ijsbaan zijn er op de Frillensee geen wedstrijden meer georganiseerd, de laatste wedstrijd was het Duitse kampioenschap op 26 en 27 januari 1963.